# Anna Sobecka
Anna Elżbieta Sobecka z domu Stramowska (ur. 27 marca 1951 w Piotrkowie Kujawskim) – polska polityk, nauczycielka, była spikerka Radia Maryja, posłanka na Sejm III, IV, V, VI, VII i VIII kadencji.

## Życiorys

### Wykształcenie, działalność zawodowa i społeczna
W 1988 ukończyła studia chemiczne na Wydziale Matematyki, Fizyki i Chemii Uniwersytetu Mikołaja Kopernika w Toruniu. W 1997 została absolwentką katolickiego podyplomowego studium dziennikarstwa, a w 2002 studiów podyplomowych z kształcenia dorosłych na UMK.
Od 1969 do 1970 była referentką w wydziale zdrowia powiatowej rady narodowej. Następnie pracowała jako analityk medyczny m.in. w Wojewódzkim Szpitalu Zakaźnym i Szpitalu Wojskowym. W latach 1986–1988 była asystentką w Przemysłowym Specjalistycznym Zespole Opieki Zdrowotnej, po czym pracowała jako nauczycielka. W latach 1990–1994 pełniła funkcje dyrektorskie w Medycznym Studium Zawodowym w Toruniu. Od pierwszej połowy lat 90. związana z Radiem Maryja, gdzie zaczynała pracę jako lektorka, później była członkinią Krajowego Sekretariatu SOS dla Radia Maryja. Została damą Zakonu Rycerzy Grobu Bożego w Jerozolimie i członkinią Funduszu Ochrony Życia Diecezji Toruńskiej. W latach 1995–1998 kierowała Stowarzyszeniem Rodzin Katolickich w diecezji toruńskiej. Uzyskała uprawnienia instruktorki naturalnego planowania rodziny według metody Josefa Rötzera. Zaangażowała się w działalność polityczną w ramach środowiska skupionego wokół Tadeusza Rydzyka.
W latach 1997–2001 sprawowała mandat posłanki III kadencji z ramienia Akcji Wyborczej Solidarność. Odeszła z klubu razem z m.in. Janem Łopuszańskim i wraz z nim współtworzyła Porozumienie Polskie. Pod koniec kadencji pozostawała niezrzeszona. W lutym 1999 razem z innymi posłami PP zagłosowała przeciwko ratyfikacji traktatu północnoatlantyckiego. Była następnie posłanką IV i V kadencji z listy Ligi Polskich Rodzin (otrzymywała kolejno 18 457 i 13 761 głosów). W 2004 z jej ramienia kandydowała bezskutecznie do Parlamentu Europejskiego (otrzymała 36 609 głosów). We wrześniu 2006 weszła w skład klubu parlamentarnego Ruch Ludowo-Narodowy, a w grudniu tego samego roku wstąpiła do koła poselskiego Ruch Ludowo-Chrześcijański. W 2006 z rekomendacji klubu parlamentarnego Prawa i Sprawiedliwości zasiadła w radzie programowej TVP, delegowana do tego gremium również na inne kadencje.
W lutym 2007 uczestniczyła w powołaniu partii Ruch Ludowo-Narodowy. W V kadencji Sejmu kierowała Komisją Rodziny i Praw Kobiet, zasiadała też w Komisji Kultury i Środków Przekazu. Od 2006 do 2007 była delegatką do Zgromadzenia Parlamentarnego Rady Europy. Była autorką pomysłu o dodatkowym opodatkowaniu obywateli nieposiadających dzieci, a także pensji dla matek, które zrezygnowały z pracy na rzecz wychowania dzieci, a także zwolnienia z podatków rodzin wielodzietnych. W kwietniu 2006 zaproponowała stworzenie definicji pornografii, co miałoby pozwolić na jej zakazanie.
W wyborach parlamentarnych w 2007 po raz czwarty uzyskała mandat poselski. Kandydując z listy PiS (z rekomendacji RLN) w okręgu toruńskim, otrzymała 15 180 głosów. W 2009 bez powodzenia kandydowała z listy Libertas do Parlamentu Europejskiego (otrzymała 3052 głosy). W styczniu 2011 została ponownie delegatką do ZPRE. W następnym miesiącu wstąpiła do PiS.
W wyborach parlamentarnych w tym samym roku została ponownie wybrana z listy tej partii do Sejmu, otrzymując 6990 głosów. W 2015 ponownie z powodzeniem ubiegała się o poselską reelekcję (dostała 16 269 głosów). W 2019 nie została ponownie wybrana.

## Życie prywatne
Córka Stanisława i Ewy. Jest mężatką, ma dwoje dzieci.